# Verschrikkelijke sneeuwman

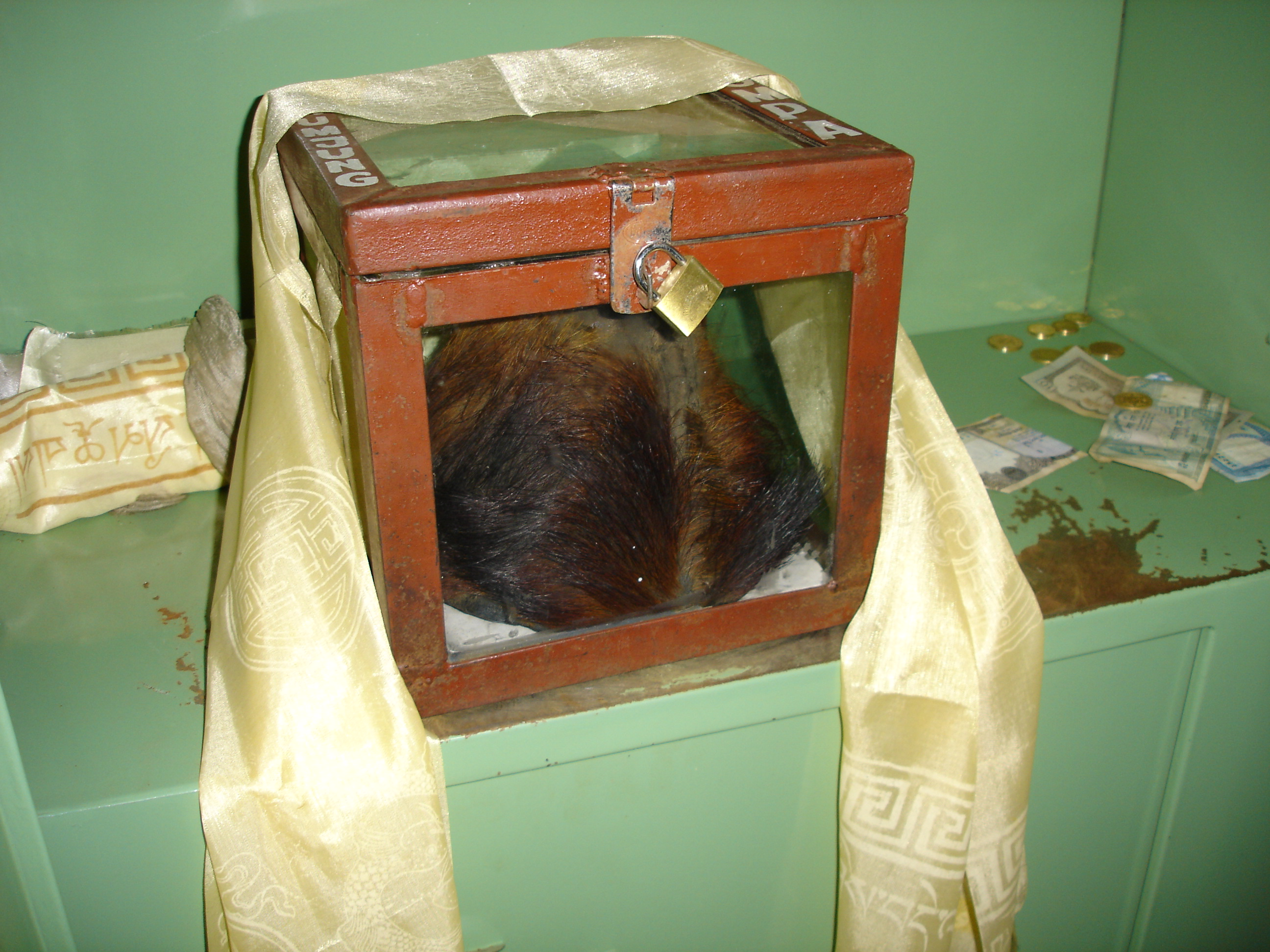
De vermeende hoofdhuid van een Yeti in het klooster van Khumjung, Nepal

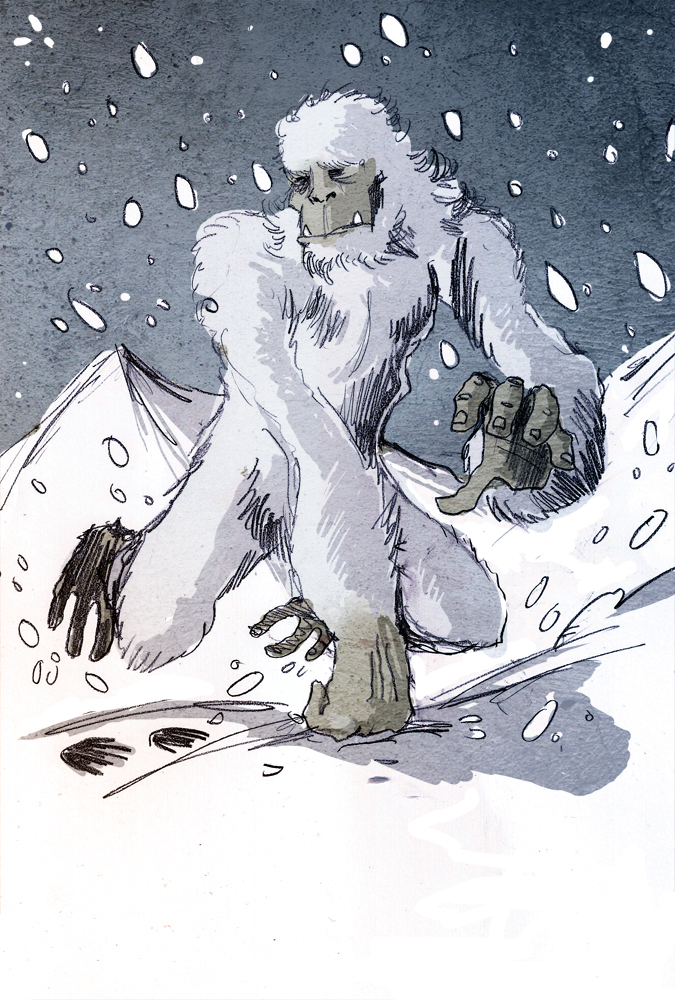
Illustratie van een Yeti door Phillipe Semeria

De yeti, migyur, yeren of verschrikkelijke sneeuwman, een vermeende reusachtige primaat in de Himalaya, in uiterlijk verwant aan de hypothetische Bigfoot uit Amerika, wordt door de wetenschap nog steeds als een mythe beschouwd. Dit is echter niet het geval onder de lokale bevolking, die ervan overtuigd is dat hij bestaat.
De Yeti is een typisch onderzoeksobject voor de cryptozoölogie. Volgens de expeditie waar de documentaire Yeti: hunt for the wildman uit voort is gekomen, zijn er sterke aanwijzingen dat er iets rondloopt dat de wetenschap nog niet beschreven heeft.
Men heeft een haar gevonden in een holle boom die volgens een koninklijke migyurjager bewoond zou zijn geweest door een migyur. De haar is getest in Engeland op het DNA van de mens, beren, primaatachtigen en andere dieren die in die gebieden leven, het bleek van de geitachtige Himalayagoral te zijn.
In 2013 werd bekend dat andere onderzochte haren genetisch verwant zijn aan die van de ijsbeer, waardoor niet uitgesloten kan worden dat het hier om een onbekende berensoort gaat.

## Wetenschappelijke visie
Van de Yeti zou meer dan één exemplaar moeten bestaan om als soort te kunnen overleven. Dat geldt voor alle echte en fictieve wezens, bijvoorbeeld ook voor het Monster van Loch Ness. Deze fenomenen lijken dan ook eerder aan de menselijke fantasie ontsproten dan dat ze zouden stroken met de wetenschappelijke kennis over evolutie. Hoewel er door de wetenschap geregeld nieuwe diersoorten worden ontdekt, werden van de yeti tot heden enkel nepyeti's ontdekt. De Britse geneticus Bryan Sykes heeft diverse haren uit Bhutan, India en Nepal en Tibet onderzocht die van een Yeti afkomstig zouden zijn, om tot de conclusie te komen dat meerdere toebehoorden aan een uitgestorven soort ijsbeer. Een ijsbeer zou echter niet kunnen overleven in de Himalaya vanwege de afwezigheid van vis. Als hypothese stelde Sykes dat het waarschijnlijk een hybride beer is. Dit onderzoek is tegengesproken door onderzoeker Ross Barnett die speculeerde dat de haarmonsters van een bruine beersoort uit de Himalaya afkomstig konden zijn. Dat Sykes een ander resultaat kreeg zou komen door beschadiging van het DNA in de geteste haren. Hoewel Sykes toegaf een fout gemaakt te hebben in één DNA-onderzoek, bleef hij achter zijn conclusies staan. In 2015 kwam er meer kritiek op het onderzoek van Sykes. Onderzoekers van de universiteit van Kansas probeerden het onderzoek van Sykes na te bootsen, maar zij concludeerden dat het geteste DNA te weinig informatie bevatte om specifieke conclusies uit te kunnen trekken. Sykes stelde dat als er zo specifiek gekeken zou worden, dat het vinden van een levend exemplaar dan de enige manier zou zijn om de waarheid te kunnen achterhalen.